# Sint Martinusbrug (Utrecht)

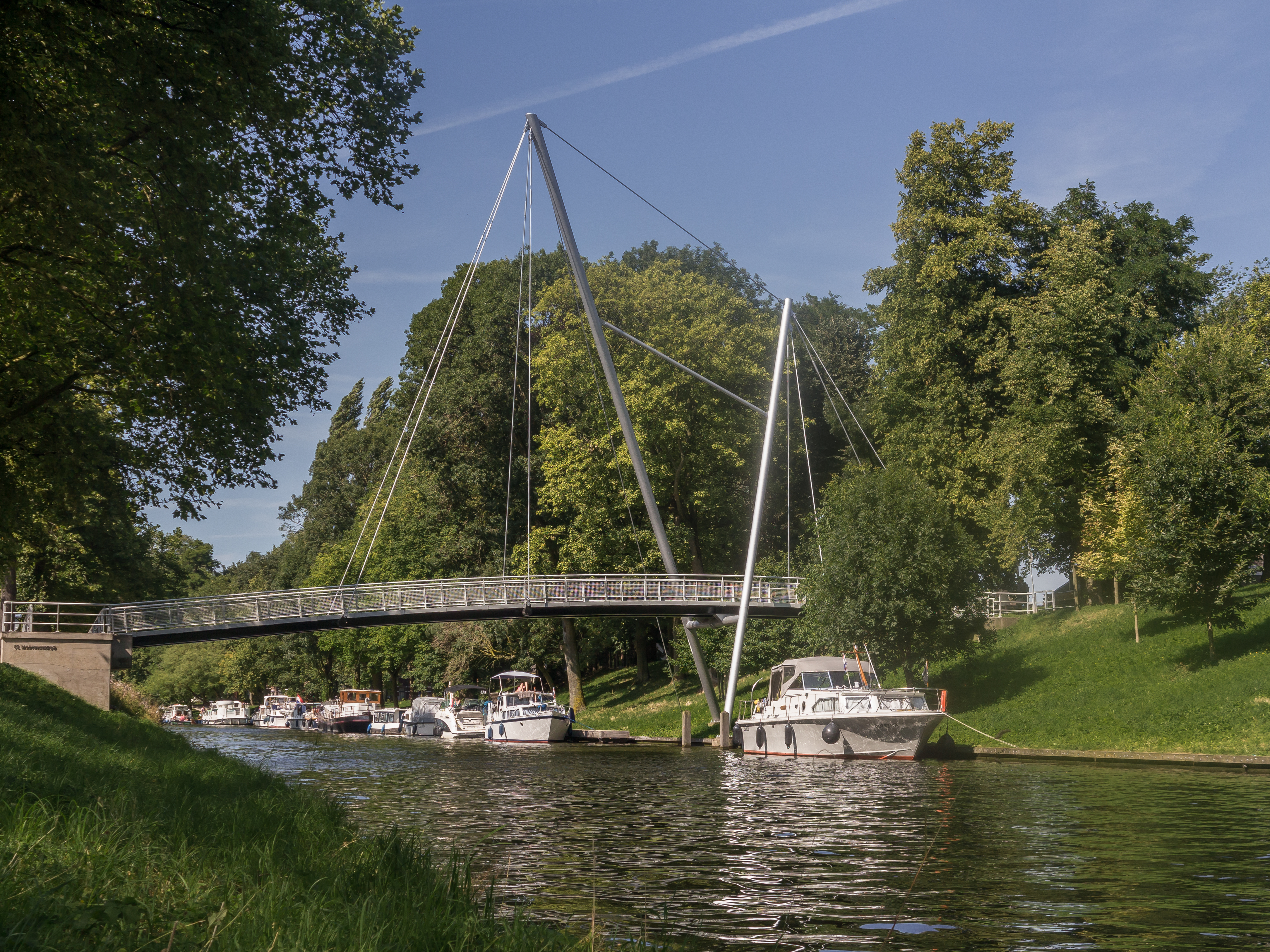
Utrecht, de Sint Martinusbrug

De Sint Martinusbrug of kortweg Martinusbrug is een vaste brug in het centrum van de Nederlandse stad Utrecht. Ze overspant de Stadsbuitengracht (Catharijnesingel)
Het betreft een tuibrug voor voetgangers die is uitgevoerd in staal met een betonnen brugdek. Ze is gebouwd naar ontwerp van de Nederlandse architect Wiek Röling. In de aanloop naar de definitieve bouw zou de brugverbinding de voormalige stadsverdediging en het Zocherpark gaan doorsnijden. Bij het ontwerp diende hier rekening mee gehouden te worden. Na een jarenlange discussie en een prijsvraag werd uiteindelijk Rölings ontwerp gebouwd met de opening in 1997. De brug vormt met name een verbinding tussen de middeleeuwse binnenstad en de buurt Hooch Boulandt op het in de 19e eeuw ontstane terrein van het AZU-ziekenhuis. In de volksmond wordt ook wel gesproken over de Sint Martinusbrug als de AZU-brug, of de Yuppenbrug naar de nieuwe bewoners van de herbestemde ziekenhuisgebouwen.
In 2001 is in het noorden over de Stadsbuitengracht tevens de Monicabrug naar Rölings ontwerp geopend.
Abel Tasmanbrug ·
Abstederbrug ·
Bakkerbrug ·
Bartholomeusbrug · 
Bezembrug · 
Bijlhouwersbrug ·
Brigittenbrug ·
Colignybrug ·
Dafne Schippersbrug ·
David van Mollembrug ·
Demka-spoorbrug ·
Driftbrug ·
Gaardbrug ·
Galecopperbrug · 
Gasthuismolenbrug ·
Geertebrug ·
Gildbrug · 
Goethebrug ·
Griftbrug ·
Hamburgerbrug ·
Herenbrug · 
Hogeweidebrug ·
Industriehavenbrug ·
Jacobibrug ·
Jan Pieterszoon Coenbrug ·
Jansbrug ·
Jansdambrug ·
Jeremiebrug ·
Julianabrug (Minstroom) ·
Jutphasebrug ·
Jutphasespoorbrug ·
J.M. de Muinck Keizerbrug ·
Kalisbrug ·
Krommerijnbrug ·
Lauwerechtbrug ·
Lucasbrug ·
Maarsbergerbrug ·
Maartensbrug ·
Magdalenabrug ·
Maliebrug ·
Marga Klompébrug ·
Marksbrug ·
Marnixbrug ·
Meernbrug ·
Minbrug ·
Monicabrug · 
Moreelsebrug ·
Muntbrug ·
Muntsluisbrug ·
Museumbrug ·
Noorderbrug ·
Oorsprongbrug ·
Oranjebrug ·    
Paulusbrug ·
Pausdambrug ·
Pietersbrug ·
Plompetorenbrug ·
Prins Clausbrug · 
Quintijnsbrug ·
Rode brug ·
Servaasbrug ·
Sint Martinusbrug ·
Smeebrug ·
Socratesbrug ·
Spinozabrug ·
Stadhuisbrug ·
Stammetsbrug ·
Stenenbrug ·
Tolsteegbrug ·
Vaaltbrug ·
Vaartscherijnbrug ·
Van Asch van Wijckbrug ·
Viebrug ·
Vleutensespoorbrug ·
Vollersbrug ·
Weerdbrug ·
Weesbrug ·
Werkspoorbrug ·
Werkspoorhavenbrug ·
Wittevrouwenbrug ·  
Zandbrug

Voormalige of in onbruik geraakte bruggen :
Brug met de twaalf gaten ·
Catharijnebrug · 
Hefbrug in de Kruisvaart ·
Julianabrug (Vaartsche Rijn) ·
Molenbrug · 
Smakkelaarsbrug ·
Vleutensebrug ·
Willemsbrug